# Internazionali di Francia 1960
Gli Internazionali di Francia 1960 (conosciuti oggi come Open di Francia o Roland Garros) sono stati la 59ª edizione degli Internazionali di Francia di tennis. Si sono svolti sui campi in terra rossa dello Stade Roland Garros di Parigi in Francia.
Il singolare maschile è stato vinto da Nicola Pietrangeli, che si è imposto su Luis Ayala in cinque set col punteggio di 3–6, 6–3, 6–4, 4–6, 6–3. Il singolare femminile è stato vinto da Darlene Hard, che ha battuto in due set Yola Ramírez. Nel doppio maschile si sono imposti Roy Emerson e Neale Fraser. Nel doppio femminile hanno trionfato Maria Bueno e Darlene Hard. Nel doppio misto la vittoria è andata a Maria Bueno in coppia con Bob Howe.

## Seniors

### Singolare maschile
Nicola Pietrangeli ha battuto in finale  Luis Ayala con il punteggio di 3–6, 6–3, 6–4, 4–6, 6–3.

### Singolare femminile
Darlene Hard ha battuto in finale  Yola Ramírez con il punteggio di 6–3, 6–4.

### Doppio maschile
Roy Emerson /  Neale Fraser hanno battuto in finale  José Luis Arilla /  Andrés Gimeno con il punteggio di 6–2, 8–10, 7–5, 6–4.

### Doppio Femminile
Maria Bueno /  Darlene Hard hanno battuto in finale  Pat Ward Hales /  Ann Haydon Jones con il punteggio di 6–2, 7–5.

### Doppio Misto
Maria Bueno /  Bob Howe hanno battuto in finale  Ann Haydon-Jones /  Roy Emerson con il punteggio di 1–6, 6–1, 6–2.